# Vaessen Pioniers
Pour les articles homonymes, voir Pionier.
Vaessen Pioniers est un club de baseball situé à Hoofddorp, aux Pays-Bas évoluant en première division du championnat des Pays-Bas de baseball.

## Histoire
Le club est fondé en 1966. Le sponsor du club reste longtemps la société japonaise Konica Minolta, ce qui explique le nom officiel du club de 1982 à 2010 et la promotion en première division du championnat des Pays-Bas de baseball.
Les Pioniers gagnent le titre national en 1997, puis disputent les Holland Series, finale de la compétition nationale, en 2006.

## Palmarès
- Champion des Pays-Bas : 1997.
- Finaliste de la Coupe d'Europe de baseball : 1998
- Vainqueur de la Coupe des vainqueurs de coupe : 2003, 2006
- Finaliste de la Coupe des vainqueurs de coupe : 2004, 2005